# 毛果毛茛
毛果毛茛（学名：Ranunculus tanguticus var. dasycarpus）为毛茛科毛茛属下的一个变种。

## 扩展阅读
- 維基物種上的相關：毛果毛茛